# Warkense Molen
De Warkense Molen is een rietgedekte grondzeiler aan de Lage Lochemseweg in Warken bij Warnsveld, in de gemeente Zutphen. De maalvaardige korenmolen is in 1878 gebouwd in opdracht van Jannes Nijendijk.
In 1994 werd de molen door de familie Nijendijk overgedragen aan de Stichting De Warkense Molen, die de Warkense Molen sindsdien beheert. De molen is zaterdags meestal open voor publiek.

## Geschiedenis
In 1899 werd een petroleummotor geplaatst om bij windstilte te kunnen malen. In 1922 werd de aandrijving overgenomen door een ruwoliemotor. Met uitzondering van de oorlogsjaren werd nauwelijks meer op de wind gemalen. In 1965 werd de molen gerestaureerd en met een stenen voet verhoogd.

## Techniek
De molen is voorzien van het systeem Fauel op de binnenroede. De buitenroede is Oudhollands opgehekt. De wieken zijn voorzien van een zeilrail. De gelaste roeden zijn in 1994 gemaakt door de firma Groot Wesseldijk uit Laren. De buitenroede heeft nummer 48 en de binnenroede nummer 49. De molen is uitgerust met een koppel maalstenen met regulateur, waarmee op vrijwillige basis veevoer wordt gemalen. Verder is er een koekenbreker aanwezig. In de molen zijn nog veel overbrengingen aanwezig, die echter niets meer aandrijven.
De gietijzeren bovenas is 4,50 m lang. De kap draait op een neutenkruiwerk, dat wordt bediend met een kruiwiel. Ook kan gekruid worden met een elektromotor. De molen wordt gevangen, stilgezet, met een vlaamse blokvang, die bediend wordt door een wipstok. Het luiwerk is een sleepluiwerk.

### Overbrengingen
- De overbrengingsverhouding is 1 : 5,79.
- Het bovenwiel heeft 54 kammen en de bonkelaar heeft 29 kammen. De koningsspil draait hierdoor 1,86 keer sneller dan de bovenas. De steek is 11,2 cm
- Het spoorwiel heeft 87 kammen en het steenrondsel 28 staven. Het steenrondsel draait hierdoor 3,11 keer sneller dan de koningsspil en 5,79 keer sneller dan de bovenas. De steek is 8 cm.

## Fotogalerij

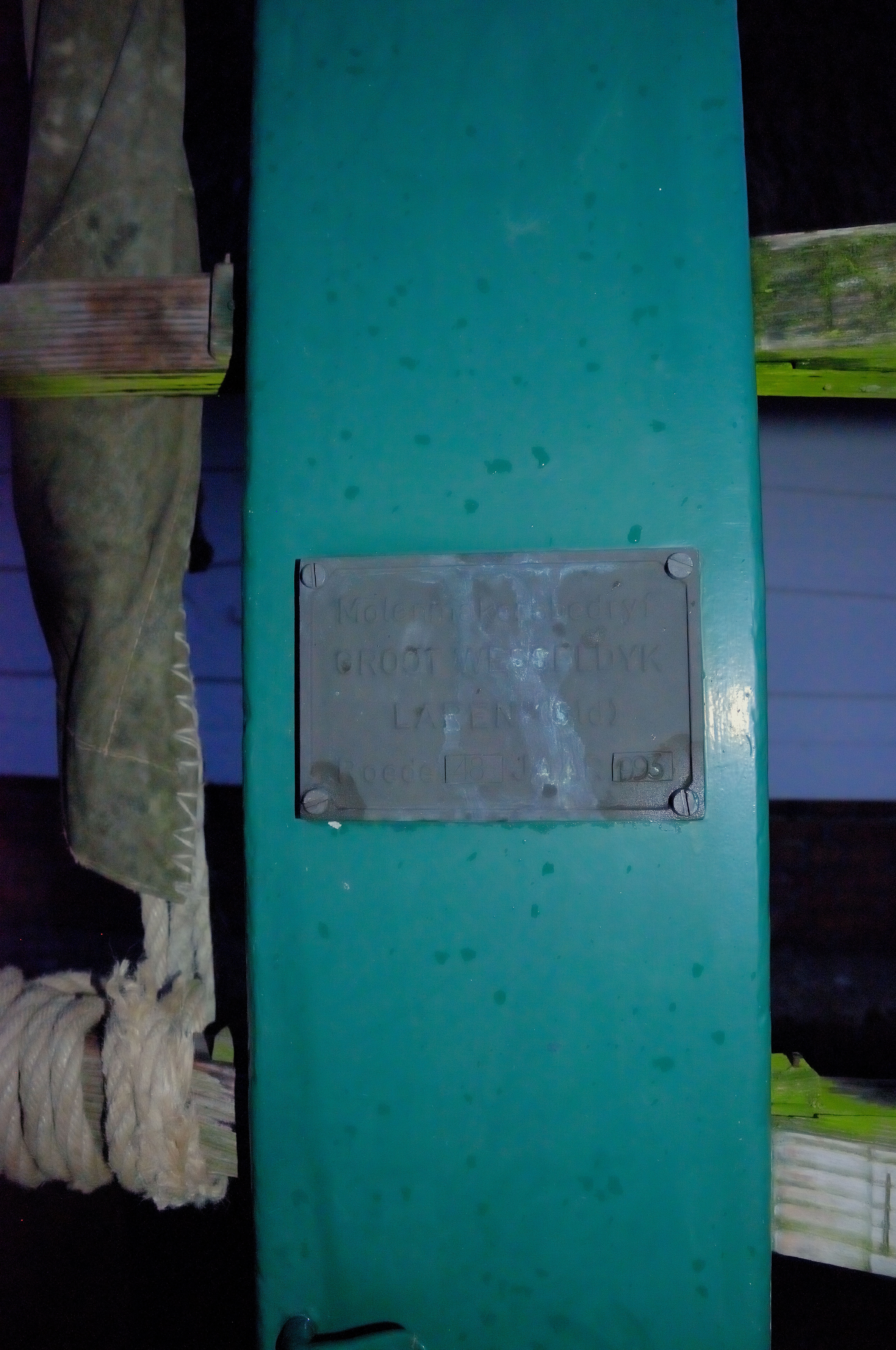
Roeplaatje buitenroede
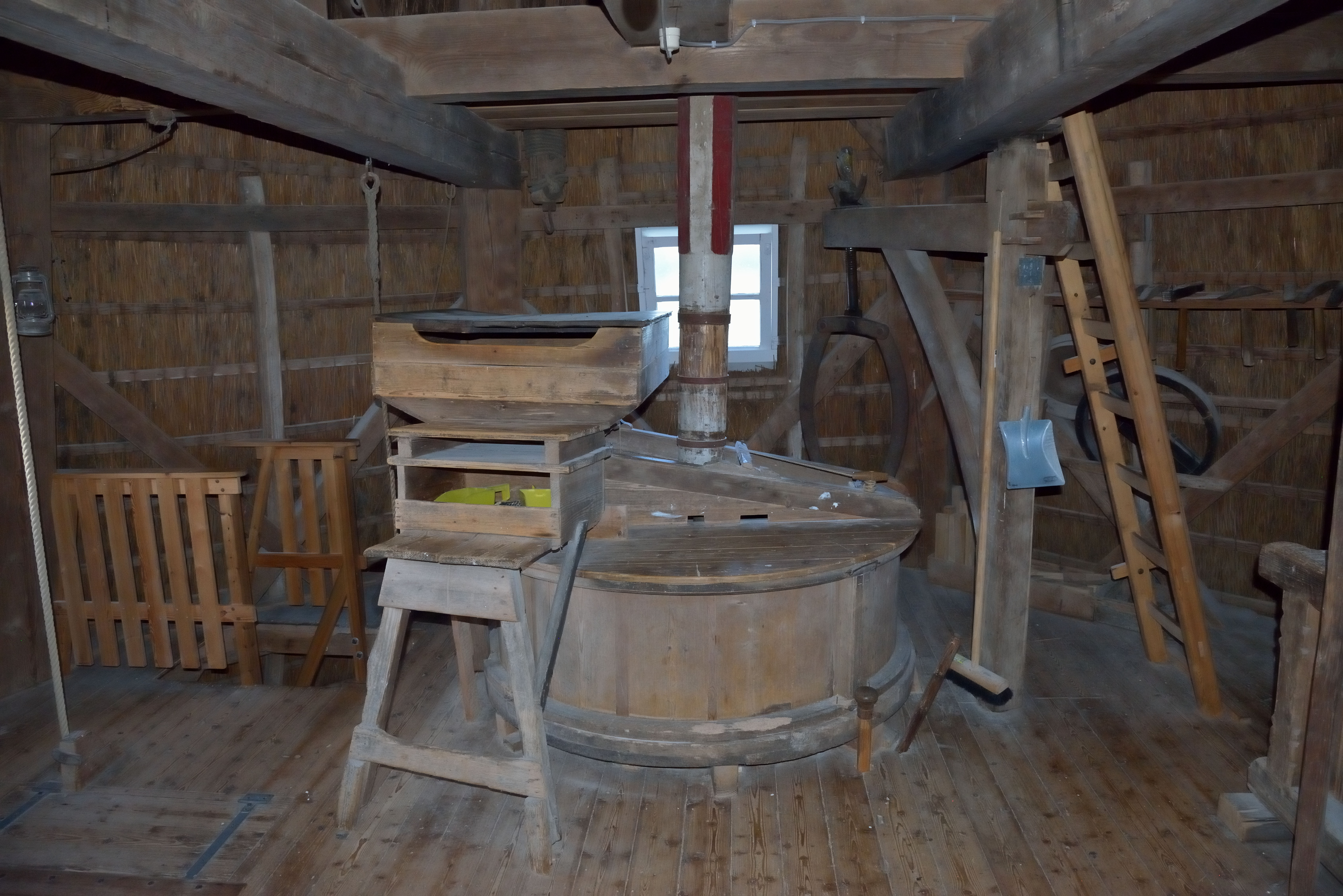
Maalkoppel
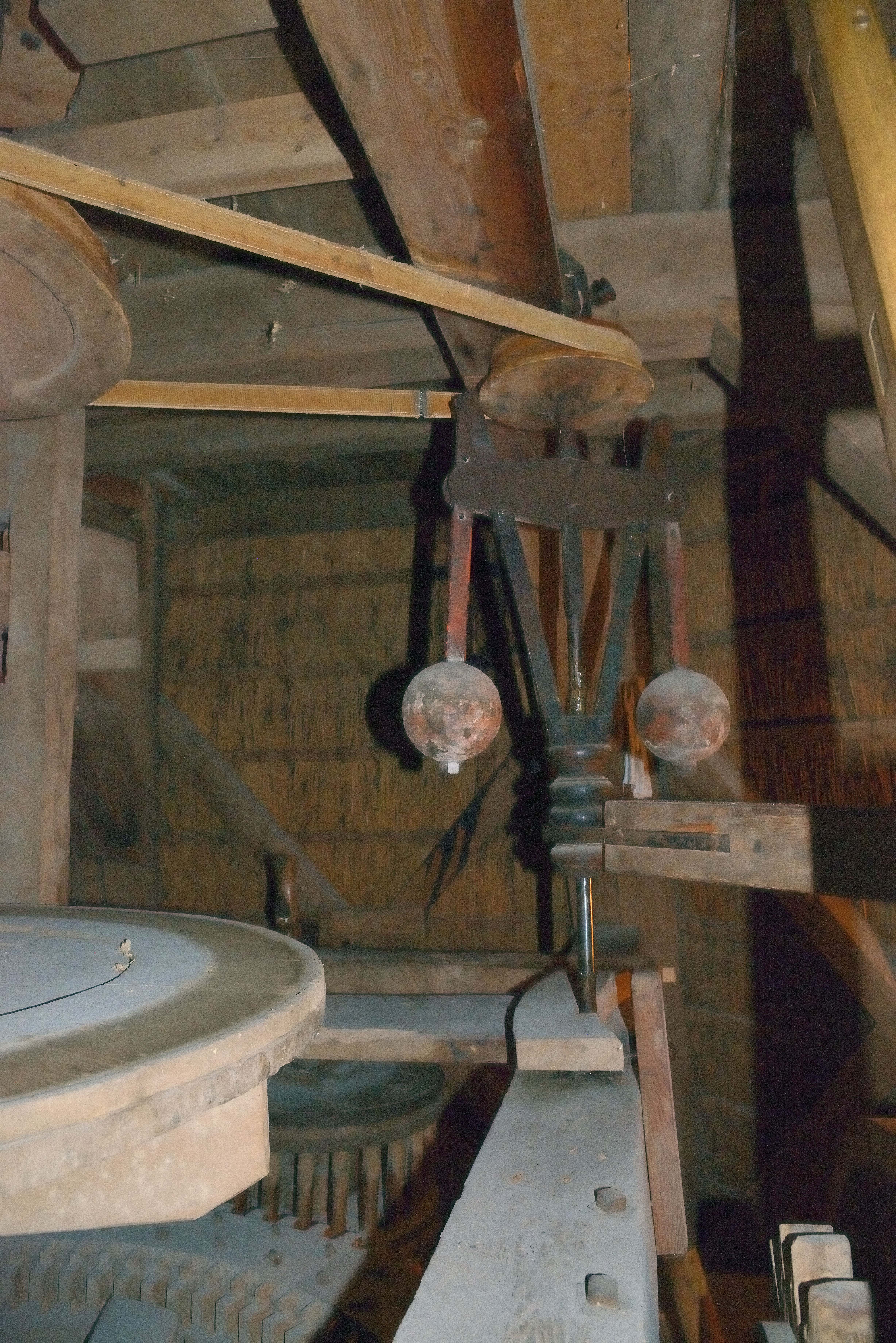
Regulateur
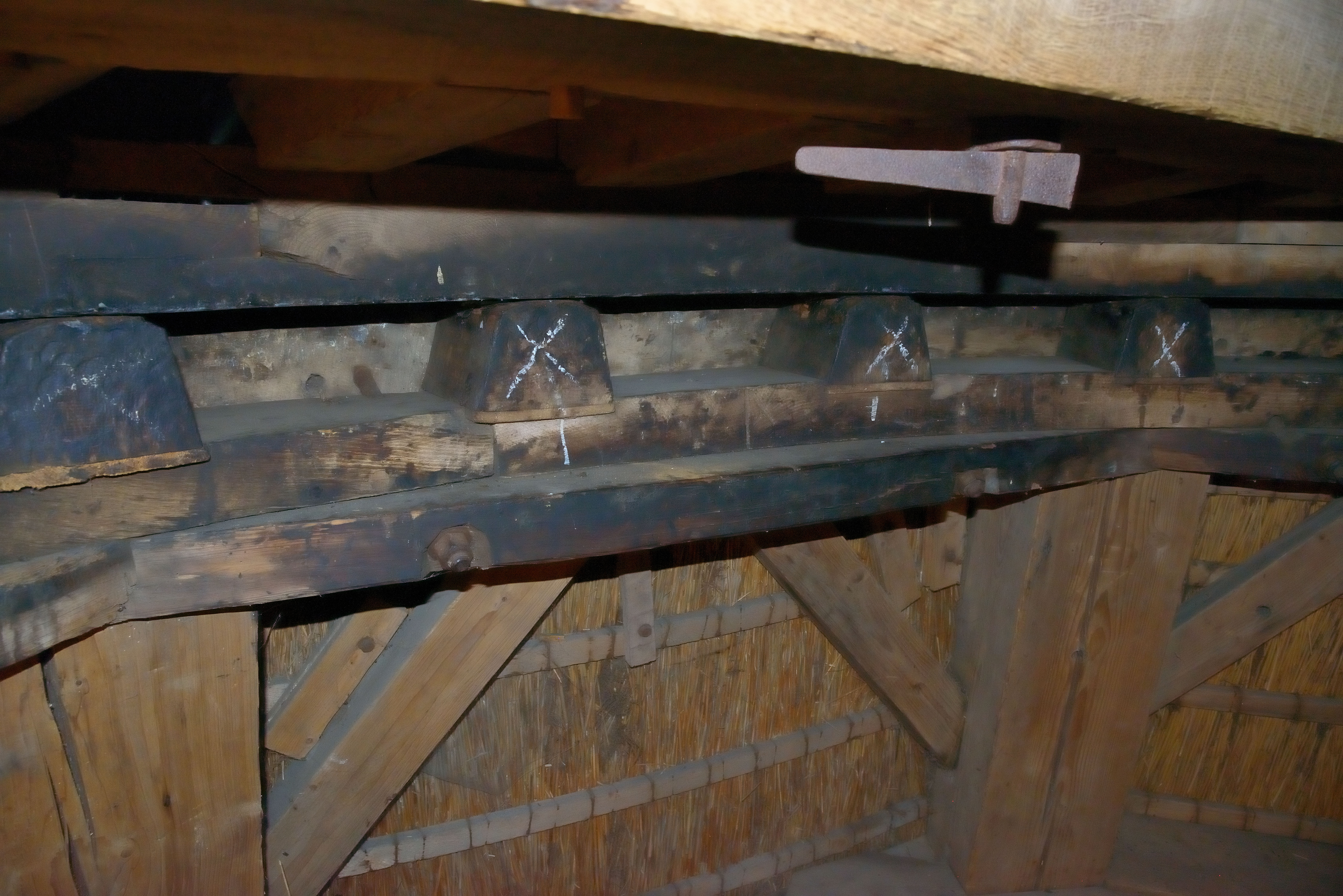
Neutenkruiwerk
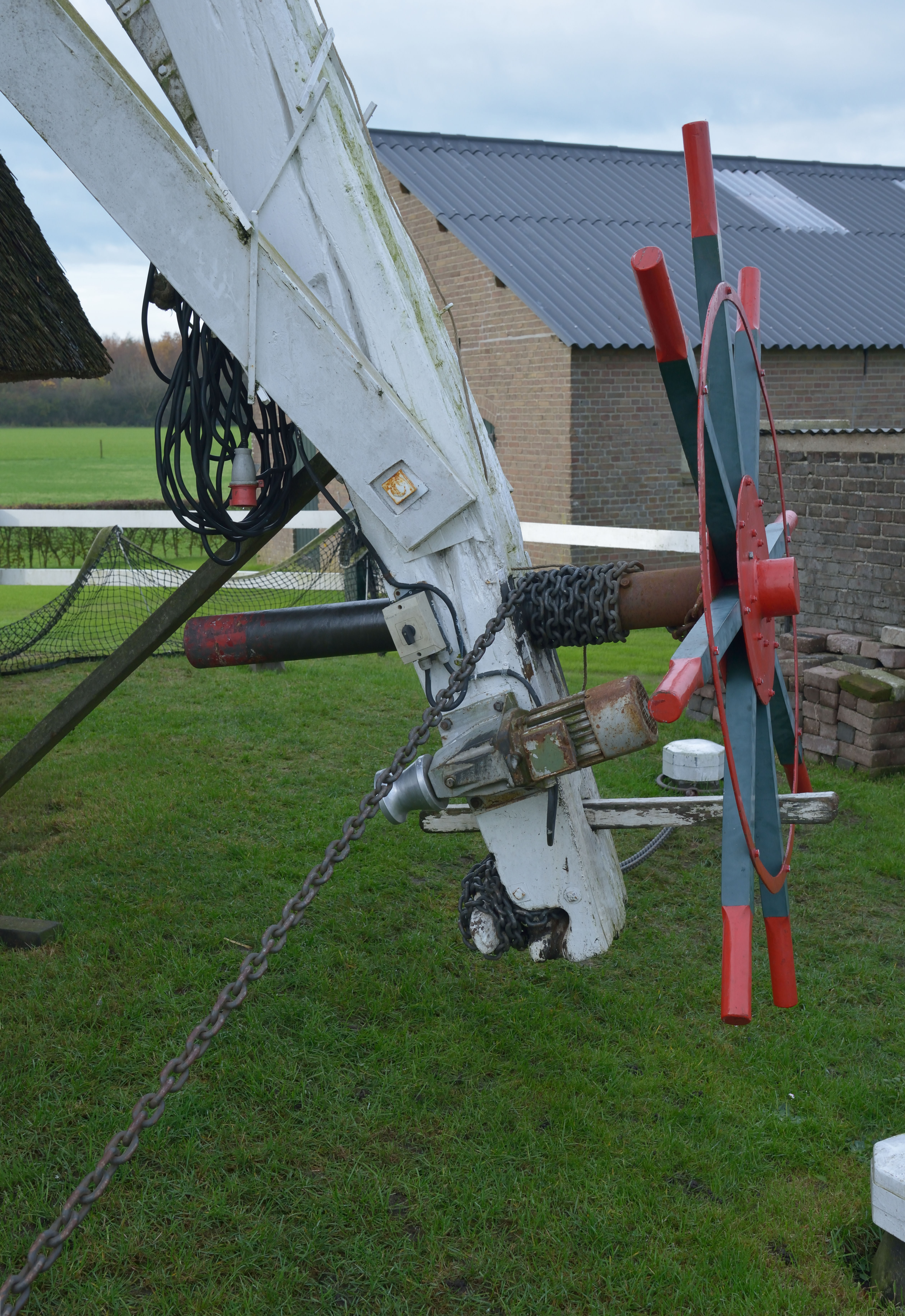
Kruiwiel dat zowel handmatig als elektrisch bediend kan worden
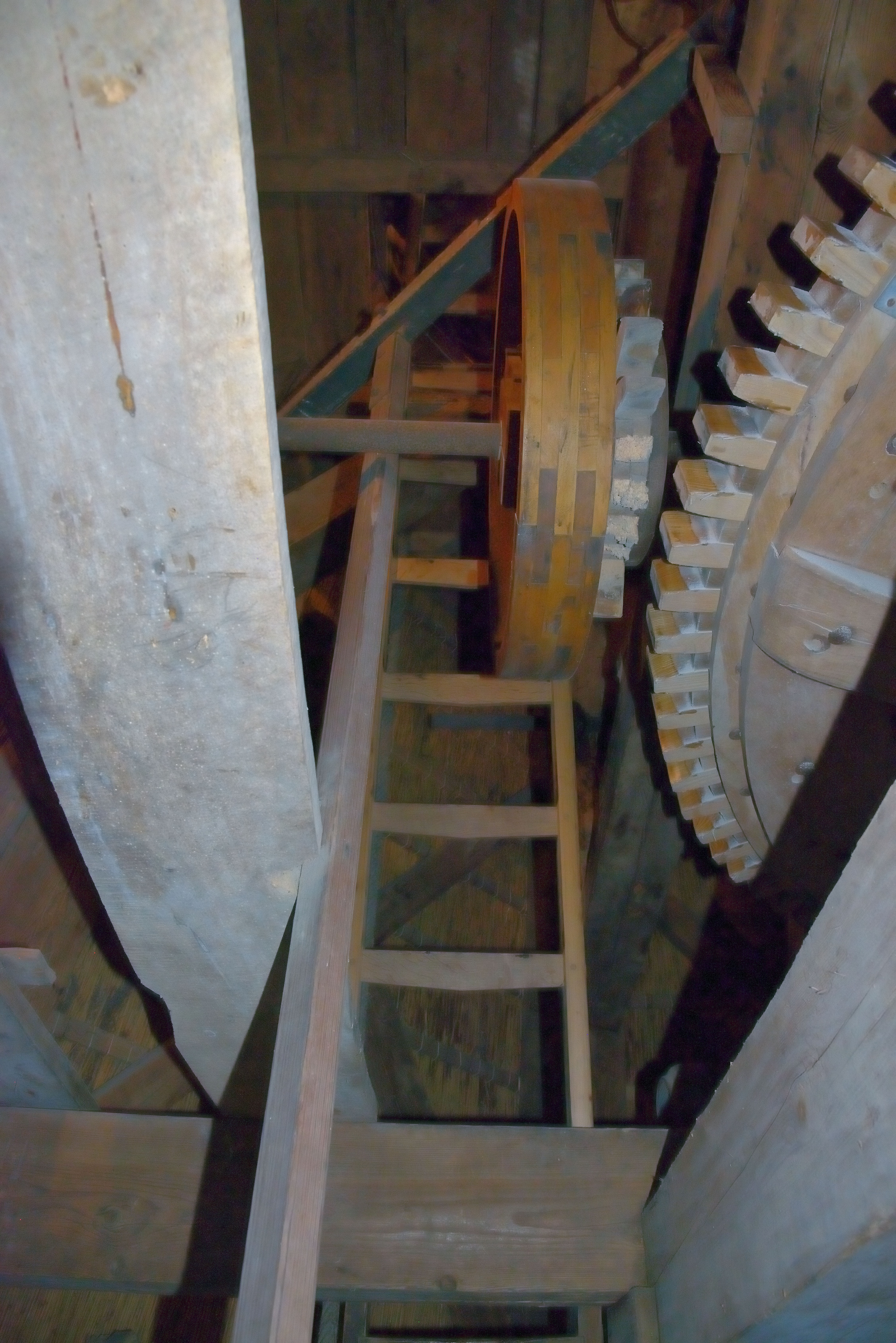
Aandrijfwerk buiten werking